# Giải bóng đá Hạng Nhất Quốc gia 2008
Giải bóng đá Hạng Nhất Quốc gia 2008 (còn gọi là Cúp Anpha Petrol, vì lý do tài trợ) diễn ra từ 5 tháng 1 đến 23 tháng 8 năm 2008.

## Thông tin về giải đấu
- 14 câu lạc bộ và đội bóng tham dự. (in đậm nghiêng: mới xuống hạng từ V-League 2007, in nghiêng: mới lên hạng từ Giải hạng nhì 2007)

- - An Đô-An Giang (AĐAGFC)
  - Hancofood Cần Thơ (H.CTFC)
  - Đồng Nai Berjaya (ĐNBFC)
  - Cao su Đồng Tháp (CSĐTFC)
  - Huda Huế (HTTHFC)
  - Xi măng Vinakansai Ninh Bình (XM V.NBFC)
  - Thành Nghĩa-Thạch Bích-Quảng Ngãi (TN-TB-Q.Ngãi FC)
  - Quân khu 4 - Sara Group (QK4 SaraGFC)
  - Quân khu 5 (QK5)
  - Quân khu 7 (QK7)
  - T&T Hà Nội (T&T HN)
  - Giày Thành Công-Tây Ninh (GTC TNFC)
  - Than Quảng Ninh (TQNFC)
  - SHS Tiền Giang (SHS TGFC)

Khi giải đấu kết thúc, sẽ chọn ra 2 đội đứng đầu lên hạng chuyên nghiệp mùa bóng sau, đội đứng thứ 3 đấu loại trực tiếp với đội đứng thứ 12 giải chuyên nghiệp để tranh 1 suất dự giải chuyên nghiệp mùa sau, 2 đội đứng cuối bảng xuống chơi ở hạng Nhì.

## Thông tin nhân sự
- Sân vận động Quốc gia Mỹ Đình sẽ là sân nhà của T&T Hà Nội kể từ lượt trận đấu thứ 11(29/03/2008)
- Sân vận động Long An sẽ là sân nhà của SHS Tiền Giang trong hai lượt đấu 14, 16
- Huấn luyện viên Mang Văn Xích thay thế huấn luyện viên Hồ Văn Thu (Giày Thành Công-Tây Ninh);
- Huấn luyện viên Võ Hoàng Bửu thay thế huấn luyện viên Mang Văn Xích(Giày Thành Công-Tây Ninh);
- Huấn luyện viên Trương Văn Bình thay thế huấn luyện viên Nguyễn Văn Nam(Quân khu 5);
- Huấn luyện viên Đoàn Phùng thay thế huấn luyện viên Trần Quang Sang(Huda Huế);
- Huấn luyện viên Đỗ Văn Minh thay thế huấn luyện viên Trần Duy Hùng (T&T Hà Nội) ;
- Huấn luyện viên Nguyễn Kim Hằng thay thế huấn luyện viên Hà Vương Ngầu Nại (Thành Nghĩa-Thạch Bích-Quảng Ngãi);
- Ông Nguyễn Khắc Tiệp thay ông Nguyễn Thanh Đình làm trưởng đoàn Than Quảng Ninh;
- Huấn luyện viên Nguyễn Châu Hồng thay thế huấn luyện viên Nhan Thiện Nhân (An Đô-An Giang) ;
- Thay đổi nhân sự ở Xi măng Vinakansai Ninh Bình: Không đăng ký ông Nguyễn Quốc Phong, ông Phạm Anh Tuấn và đăng ký ông Phạm Văn Lệ-Quyền giám đốc điều hành, ông Hà Thìn-Trưởng đoàn bóng đá, ông Đào Ngọc Hà-Điều phối viên ;
- Ông Hoàng Mạnh Quyến làm điều phối viên trận đấu thay cho ông Đào Ngọc Hà (Xi măng Vinakansai Ninh Bình) ;
- Huấn luyện viên Hà Văn Thìn thay thế huấn luyện viên Vũ Trường Giang (Xi măng Vinakansai Ninh Bình) ;
- Huấn luyện viên Nguyễn Đức Cảnh thay thế huấn luyện viên Đoàn Minh Xương(Quân khu 7) , huấn luyện viên Nguyễn Văn Sỹ thay thế huấn luyện viên Hà Văn Thìn, Nguyễn Văn Hùng làm trợ lý huấn luyện viên (Xi măng Vinakansai Ninh Bình)  Lưu trữ 2008-07-03 tại Wayback Machine, ông Trần Vũ làm giám đốc kỹ thuật (Quân khu 5),

### Cầu thủ ngoại binh
| Câu lạc bộ                   | Cầu thủ 1                   | Cầu thủ 2                   | Cầu thủ 3                       | Cầu thủ cũ                                              |
| ---------------------------- | --------------------------- | --------------------------- | ------------------------------- | ------------------------------------------------------- |
| T&T Hà Nội                   | Cristiano R.C Roland        | Maxwell Eyerakpo            | Cassiano M.D Rocha              |                                                         |
| Huda Huế                     | Flavio Dasilva Cruz         | Abiodun O. Folorunso        | Marcelo Barbieri                | Njoh Mpondo Alain Ulrich Munze                          |
| An Giang                     | Issawa Singthong            | Dio Preye                   | Bosango M.F. Albert Fuji        |                                                         |
| Đồng Nai                     | Ngale Thierry               | Francisco Javier            | M - Abu                         |                                                         |
| Thành Nghĩa - Quảng Ngãi     | Roberto .R.L. Rasano        | Sergio F.in Saurralde       | Ochai Agbaji                    | Frank Freeman Anderson Dos Santos                       |
| Cần Thơ                      | Inssaundle A. Oscar         | Paulo H. Barbosa            | Jucelio Batista Dasilva         |                                                         |
| Xi măng Vinakansai Ninh Bình | Agnimou Baptite John        | Uwanaka Ifeanyi             | Amaobi                          | Ukusare Kingsley Luiz F.De A.Antunes                    |
| Giầy Thành Công-Tiền Giang   | Marcio Jose Dos Reis        | Salatiel S. De Menezes      | Everton Eriel Rocha             | Duru Law Rotam Gomez Rodrigo Nicolas Ibe Johnson Ndukwe |
| Than Quảng Ninh              | Leonardo C. Francisco       | Rojas Fernando Daniel       | Samson Kayode                   |                                                         |
| Tây Ninh                     | Kone Moussa Saib            | Alyson Batista Brandao      | Ogochukwu E.Odibe               | Teslim Babatunde Fatusi Adriano Nunes Ferreira          |
| Quân khu 4 Saragroup         | Suleiman O. Abdullahi       | Lazaro P. de Souza          | Awwalu Aminu                    | Rodolfo Camplezi                                        |
| Quân khu 5                   | Jeferson Valentim           | Opara Obioma Kingsley       | Carlos Eduardo Coutinho Gravado |                                                         |
| Cao su Đồng Tháp             | Essien Okon Flo             | Marcio A. Mamuth            | Dmytro Pronevych                | Maria Delfino Batista                                   |
| Quân khu 7                   | Không sử dụng cầu thủ ngoại | Không sử dụng cầu thủ ngoại | Không sử dụng cầu thủ ngoại     | Không sử dụng cầu thủ ngoại                             |

## Bảng xếp hạng
| VT | Đội                               | ST | T  | H  | B  | BT | BB | HS  | Đ  | Thăng hạng hoặc xuống hạng                |
| -- | --------------------------------- | -- | -- | -- | -- | -- | -- | --- | -- | ----------------------------------------- |
| 1  | Quân khu 4 - Sara Group (C, P)    | 26 | 16 | 6  | 4  | 51 | 29 | +22 | 54 | Thăng hạng lên V.League 1 2009            |
| 2  | T&T Hà Nội (P)                    | 26 | 14 | 9  | 3  | 46 | 24 | +22 | 51 | Thăng hạng lên V.League 1 2009            |
| 3  | Cao su Đồng Tháp (O)              | 26 | 13 | 8  | 5  | 42 | 23 | +19 | 47 | Thi đấu trận play-off thăng hạng          |
| 4  | Hancofood Cần Thơ                 | 26 | 13 | 7  | 6  | 40 | 23 | +17 | 46 |                                           |
| 5  | Xi măng Vinakansai Ninh Bình      | 26 | 11 | 8  | 7  | 32 | 27 | +5  | 41 |                                           |
| 6  | Huda Huế                          | 26 | 10 | 7  | 9  | 40 | 35 | +5  | 37 |                                           |
| 7  | Than Quảng Ninh                   | 26 | 10 | 6  | 10 | 34 | 32 | +2  | 36 |                                           |
| 8  | Đồng Nai Berjaya                  | 26 | 7  | 9  | 10 | 33 | 33 | 0   | 30 |                                           |
| 9  | SHS Tiền Giang                    | 26 | 6  | 11 | 9  | 27 | 28 | −1  | 29 |                                           |
| 10 | Giày Thành Công-Tây Ninh          | 26 | 6  | 10 | 10 | 28 | 31 | −3  | 28 |                                           |
| 11 | An Đô-An Giang                    | 26 | 6  | 9  | 11 | 26 | 38 | −12 | 27 |                                           |
| 12 | Thành Nghĩa-Thạch Bích-Quảng Ngãi | 26 | 6  | 8  | 12 | 18 | 34 | −16 | 26 |                                           |
| 13 | Quân khu 5 (R)                    | 26 | 8  | 2  | 16 | 29 | 53 | −24 | 26 | Xuống thi đấu Giải hạng Nhì Quốc gia 2009 |
| 14 | Quân khu 7 (R)                    | 26 | 3  | 6  | 17 | 14 | 50 | −36 | 15 | Xuống thi đấu Giải hạng Nhì Quốc gia 2009 |

## Lịch thi đấu và kết quả chi tiết
| Lượt đi    | Lượt đi    | Lượt đi | Trận                              | Trận | Trận                              | Lượt về | Lượt về    | Lượt về    |
| ---------- | ---------- | ------- | --------------------------------- | ---- | --------------------------------- | ------- | ---------- | ---------- |
| Ngày       | Sân        | Tỷ số   | Đội                               |      | Đội                               | Tỷ số   | Sân        | Ngày       |
| 5 tháng 1  | Tự Do      | 1-1     | Huda Huế                          | -    | T&T Hà Nội                        | 3-2     | Mỹ Đình    | 25 tháng 4 |
| 5 tháng 1  | Ninh Bình  | 3-1     | Xi măng Vinakansai Ninh Bình      | -    | Than Quảng Ninh                   | 1-3     | Cửa Ông    | 26 tháng 4 |
| 5 tháng 1  | Quảng Ngãi | 1-0     | Thành Nghĩa-Thạch Bích-Quảng Ngãi | -    | Quân khu 7                        | 1-0     | Quân khu 7 | 26 tháng 4 |
| 5 tháng 1  | Quân khu 5 | 3-2     | Quân khu 5                        | -    | Quân khu 4 - Sara Group           | 0-3     | Quân khu 4 | 26 tháng 4 |
| 5 tháng 1  | Cao Lãnh   | 1-0     | Cao su Đồng Tháp                  | -    | An Đô-An Giang                    | 1-1     | An Giang   | 26 tháng 4 |
| 5 tháng 1  | Đồng Nai   | 0-0     | Đồng Nai Berjaya                  | -    | Giày Thành Công-Tây Ninh          | 2-2     | Tây Ninh   | 26 tháng 4 |
| 5 tháng 1  | Cần Thơ    | 2-0     | Hancofood Cần Thơ                 | -    | SHS Tiền Giang                    | 2-2     | Tiền Giang | 26 tháng 4 |
| 12 tháng 1 | Cẩm Phả    | 1-0     | Than Quảng Ninh                   | -    | Huda Huế                          | 0-4     | Tự Do      | 3 tháng 5  |
| 12 tháng 1 | Hàng Đẫy   | 0-0     | T&T Hà Nội                        | -    | Xi măng Vinakansai Ninh Bình      | 1-1     | Ninh Bình  | 3 tháng 5  |
| 12 tháng 1 | Quân khu 7 | 1-0     | Quân khu 7                        | -    | Quân khu 5                        | 0-2     | Quân khu 5 | 3 tháng 5  |
| 12 tháng 1 | Quân khu 4 | 1-1     | Quân khu 4 - Sara Group           | -    | Thành Nghĩa-Thạch Bích-Quảng Ngãi | 1-1     | Quảng Ngãi | 3 tháng 5  |
| 12 tháng 1 | An Giang   | 1-1     | An Đô-An Giang                    | -    | Hancofood Cần Thơ                 | 1-2     | Cần Thơ    | 3 tháng 5  |
| 12 tháng 1 | Tây Ninh   | 3-4     | Giày Thành Công-Tây Ninh          | -    | Cao su Đồng Tháp                  | 0-2     | Cao Lãnh   | 3 tháng 5  |
| 12 tháng 1 | Tiền Giang | 4-1     | SHS Tiền Giang                    | -    | Đồng Nai Berjaya                  | 0-0     | Đồng Nai   | 3 tháng 5  |
| 18 tháng 1 | Hàng Đẫy   | 1-0     | T&T Hà Nội                        | -    | Than Quảng Ninh                   | 2-1     | Cẩm Phả    | 10 tháng 5 |
| 19 tháng 1 | Ninh Bình  | 1-1     | Xi măng Vinakansai Ninh Bình      | -    | Huda Huế                          | 1-4     | Tự Do      | 10 tháng 5 |
| 19 tháng 1 | Quân khu 5 | 2-1     | Quân khu 5                        | -    | Thành Nghĩa-Thạch Bích-Quảng Ngãi | 0-1     | Quảng Ngãi | 10 tháng 5 |
| 19 tháng 1 | Quân khu 4 | 2-1     | Quân khu 4 - Sara Group           | -    | Quân khu 7                        | 2-0     | Quân khu 7 | 10 tháng 5 |
| 19 tháng 1 | Cao Lãnh   | 0-0     | Cao su Đồng Tháp                  | -    | Đồng Nai Berjaya                  | 1-0     | Đồng Nai   | 10 tháng 5 |
| 19 tháng 1 | Cần Thơ    | 3-1     | Hancofood Cần Thơ                 | -    | Giày Thành Công-Tây Ninh          | 1-0     | Tây Ninh   | 10 tháng 5 |
| 19 tháng 1 | Tiền Giang | 1-1     | SHS Tiền Giang                    | -    | An Đô-An Giang                    | 0-0     | An Giang   | 10 tháng 5 |
| 25 tháng 1 | Tây Ninh   | 1-1     | Giày Thành Công-Tây Ninh          | -    | SHS Tiền Giang                    | 0-1     | Long An    | 15 tháng 5 |
| 25 tháng 1 | Ninh Bình  | 2-0     | Xi măng Vinakansai Ninh Bình      | -    | Quân khu 5                        | 0-1     | Quân khu 5 | 17 tháng 5 |
| 25 tháng 1 | Tự Do      | 2-2     | Huda Huế                          | -    | Quân khu 4 - Sara Group           | 0-2     | Quân khu 4 | 17 tháng 5 |
| 25 tháng 1 | Quân khu 7 | 2-1     | Quân khu 7                        | -    | Than Quảng Ninh                   | 0-2     | Cẩm Phả    | 17 tháng 5 |
| 25 tháng 1 | Quảng Ngãi | 1-2     | Thành Nghĩa-Thạch Bích-Quảng Ngãi | -    | T&T Hà Nội                        | 1-1     | Mỹ Đình    | 17 tháng 5 |
| 25 tháng 1 | Cần Thơ    | 0-0     | Hancofood Cần Thơ                 | -    | Cao su Đồng Tháp                  | 0-2     | Cao Lãnh   | 17 tháng 5 |
| 25 tháng 1 | Đồng Nai   | 2-1     | Đồng Nai Berjaya                  | -    | An Đô-An Giang                    | 0-0     | An Giang   | 17 tháng 5 |
| 29 tháng 1 | Quân khu 7 | 0-1     | Quân khu 7                        | -    | T&T Hà Nội                        | 0-5     | Mỹ Đình    | 23 tháng 5 |
| 29 tháng 1 | Quân khu 4 | 0-1     | Quân khu 4 - Sara Group           | -    | Xi măng Vinakansai Ninh Bình      | 3-1     | Ninh Bình  | 24 tháng 5 |
| 29 tháng 1 | Cẩm Phả    | 2-0     | Than Quảng Ninh                   | -    | Thành Nghĩa-Thạch Bích-Quảng Ngãi | 1-1     | Quảng Ngãi | 24 tháng 5 |
| 29 tháng 1 | Tự Do      | 2-0     | Huda Huế                          | -    | Quân khu 5                        | 4-1     | Quân khu 5 | 24 tháng 5 |
| 29 tháng 1 | Tiền Giang | 0-1     | SHS Tiền Giang                    | -    | Cao su Đồng Tháp                  | 1-2     | Cao Lãnh   | 24 tháng 5 |
| 29 tháng 1 | An Giang   | 1-0     | An Đô-An Giang                    | -    | Giày Thành Công-Tây Ninh          | 1-1     | Tây Ninh   | 24 tháng 5 |
| 29 tháng 1 | Đồng Nai   | 1-1     | Đồng Nai Berjaya                  | -    | Hancofood Cần Thơ                 | 1-3     | Cần Thơ    | 24 tháng 5 |
| 22 tháng 2 | Hàng Đẫy   | 3-3     | T&T Hà Nội                        | -    | Giày Thành Công-Tây Ninh          | 2-0     | Tây Ninh   | 1 tháng 7  |
| 22 tháng 2 | Cao Lãnh   | 2-0     | Cao su Đồng Tháp                  | -    | Huda Huế                          | 0-0     | Tự Do      | 2 tháng 7  |
| 22 tháng 2 | Quân khu 5 | 1-1     | Quân khu 5                        | -    | Hancofood Cần Thơ                 | 0-4     | Cần Thơ    | 5 tháng 7  |
| 22 tháng 2 | Quân khu 4 | 3-0     | Quân khu 4 - Sara Group           | -    | SHS Tiền Giang                    | 0-2     | Tiền Giang | 5 tháng 7  |
| 22 tháng 2 | Cẩm Phả    | 1-1     | Than Quảng Ninh                   | -    | Đồng Nai Berjaya                  | 1-2     | Đồng Nai   | 5 tháng 7  |
| 22 tháng 2 | Ninh Bình  | 1-0     | Xi măng Vinakansai Ninh Bình      | -    | Thành Nghĩa-Thạch Bích-Quảng Ngãi | 1-0     | Quảng Ngãi | 5 tháng 7  |
| 22 tháng 2 | An Giang   | 2-1     | An Đô-An Giang                    | -    | Quân khu 7                        | 1-0     | Quân khu 7 | 5 tháng 7  |
| 29 tháng 2 | Hàng Đẫy   | 1-1     | T&T Hà Nội                        | -    | Đồng Nai Berjaya                  | 2-0     | Đồng Nai   | 11 tháng 7 |
| 1 tháng 3  | Quân khu 5 | 3-2     | Quân khu 5                        | -    | SHS Tiền Giang                    | 0-2     | Tiền Giang | 11 tháng 7 |
| 1 tháng 3  | Cần Thơ    | 0-1     | Hancofood Cần Thơ                 | -    | Quân khu 4 - Sara Group           | 0-1     | Quân khu 4 | 11 tháng 7 |
| 1 tháng 3  | Tây Ninh   | 0-0     | Giày Thành Công-Tây Ninh          | -    | Than Quảng Ninh                   | 0-1     | Cẩm Phả    | 11 tháng 7 |
| 1 tháng 3  | Quảng Ngãi | 1-0     | Thành Nghĩa-Thạch Bích-Quảng Ngãi | -    | Huda Huế                          | 1-4     | Tự Do      | 11 tháng 7 |
| 1 tháng 3  | Cao Lãnh   | 0-0     | Cao su Đồng Tháp                  | -    | Quân khu 7                        | 0-0     | Quân khu 7 | 11 tháng 7 |
| 1 tháng 3  | Ninh Bình  | 6-1     | Xi măng Vinakansai Ninh Bình      | -    | An Đô-An Giang                    | 0-0     | An Giang   | 11 tháng 7 |
| 8 tháng 3  | Tiền Giang | 1-2     | SHS Tiền Giang                    | -    | T&T Hà Nội                        | 1-2     | Hàng Đẫy   | 18 tháng 7 |
| 8 tháng 3  | Cẩm Phả    | 3-0     | Than Quảng Ninh                   | -    | Hancofood Cần Thơ                 | 0-2     | Cần Thơ    | 19 tháng 7 |
| 8 tháng 3  | Đồng Nai   | 4-2     | Đồng Nai Berjaya                  | -    | Quân khu 5                        | 2-1     | Quân khu 5 | 19 tháng 7 |
| 8 tháng 3  | Tây Ninh   | 1-2     | Giày Thành Công-Tây Ninh          | -    | Quân khu 4 - Sara Group           | 0-2     | Quân khu 4 | 19 tháng 7 |
| 8 tháng 3  | Tự Do      | 3-2     | Huda Huế                          | -    | An Đô-An Giang                    | 0-3     | An Giang   | 19 tháng 7 |
| 8 tháng 3  | Quân khu 7 | 2-2     | Quân khu 7                        | -    | Xi măng Vinakansai Ninh Bình      | 0-1     | Ninh Bình  | 19 tháng 7 |
| 8 tháng 3  | Quảng Ngãi | 0-2     | Thành Nghĩa-Thạch Bích-Quảng Ngãi | -    | Cao su Đồng Tháp                  | 0-5     | Cao Lãnh   | 19 tháng 7 |
| 15 tháng 3 | Tiền Giang | 1-1     | SHS Tiền Giang                    | -    | Than Quảng Ninh                   | 1-1     | Cẩm Phả    | 26 tháng 7 |
| 15 tháng 3 | Hàng Đẫy   | 0-1     | T&T Hà Nội                        | -    | Hancofood Cần Thơ                 | 0-1     | Cần Thơ    | 26 tháng 7 |
| 15 tháng 3 | Quân khu 5 | 0-1     | Quân khu 5                        | -    | Giày Thành Công-Tây Ninh          | 1-3     | Tây Ninh   | 26 tháng 7 |
| 15 tháng 3 | Quân khu 4 | 2-1     | Quân khu 4 - Sara Group           | -    | Đồng Nai Berjaya                  | 3-0     | Đồng Nai   | 26 tháng 7 |
| 15 tháng 3 | Ninh Bình  | 0-1     | Xi măng Vinakansai Ninh Bình      | -    | Cao su Đồng Tháp                  | 0-3     | Cao Lãnh   | 26 tháng 7 |
| 15 tháng 3 | An Giang   | 2-1     | An Đô-An Giang                    | -    | Thành Nghĩa-Thạch Bích-Quảng Ngãi | 1-3     | Quảng Ngãi | 26 tháng 7 |
| 15 tháng 3 | Quân khu 7 | 2-2     | Quân khu 7                        | -    | Huda Huế                          | 0-2     | Tự Do      | 27 tháng 7 |
| 22 tháng 3 | Tự Do      | 1-0     | Huda Huế                          | -    | SHS Tiền Giang                    | 1-2     | Tiền Giang | 2 tháng 8  |
| 22 tháng 3 | Cần Thơ    | 0-1     | Hancofood Cần Thơ                 | -    | Xi măng Vinakansai Ninh Bình      | 1-2     | Ninh Bình  | 2 tháng 8  |
| 22 tháng 3 | Quảng Ngãi | 0-2     | Thành Nghĩa-Thạch Bích-Quảng Ngãi | -    | Đồng Nai Berjaya                  | 1-0     | Đồng Nai   | 2 tháng 8  |
| 22 tháng 3 | Tây Ninh   | 5-0     | Giày Thành Công-Tây Ninh          | -    | Quân khu 7                        | 0-0     | Quân khu 7 | 2 tháng 8  |
| 22 tháng 3 | An Giang   | 1-0     | An Đô-An Giang                    | -    | Quân khu 5                        | 0-0     | Quân khu 5 | 2 tháng 8  |
| 22 tháng 3 | Cẩm Phả    | 6-3     | Than Quảng Ninh                   | -    | Quân khu 4 - Sara Group           | 1-3     | Quân khu 4 | 2 tháng 8  |
| 22 tháng 3 | Cao Lãnh   | 1-2     | Cao su Đồng Tháp                  | -    | T&T Hà Nội                        | 0-0     | Mỹ Đình    | 3 tháng 8  |
| 29 tháng 3 | Tiền Giang | 0-0     | SHS Tiền Giang                    | -    | Xi măng Vinakansai Ninh Bình      | 1-2     | Ninh Bình  | 9 tháng 8  |
| 29 tháng 3 | Cần Thơ    | 2-0     | Hancofood Cần Thơ                 | -    | Huda Huế                          | 2-2     | Tự Do      | 9 tháng 8  |
| 29 tháng 3 | Đồng Nai   | 7-0     | Đồng Nai Berjaya                  | -    | Quân khu 7                        | 0-1     | Quân khu 7 | 9 tháng 8  |
| 29 tháng 3 | Tây Ninh   | 1-0     | Giày Thành Công-Tây Ninh          | -    | Thành Nghĩa-Thạch Bích-Quảng Ngãi | 1-1     | Quảng Ngãi | 9 tháng 8  |
| 29 tháng 3 | Quân khu 4 | 4-2     | Quân khu 4 - Sara Group           | -    | Cao su Đồng Tháp                  | 1-0     | Cao Lãnh   | 9 tháng 8  |
| 29 tháng 3 | Mỹ Đình    | 5-2     | T&T Hà Nội                        | -    | An Đô-An Giang                    | 1-0     | An Giang   | 9 tháng 8  |
| 29 tháng 3 | Cẩm Phả    | 0-1     | Than Quảng Ninh                   | -    | Quân khu 5                        | 0-1     | Quân khu 5 | 9 tháng 8  |
| 3 tháng 4  | Ninh Bình  | 0-1     | Xi măng Vinakansai Ninh Bình      | -    | Giày Thành Công-Tây Ninh          | 2-2     | Tây Ninh   | 16 tháng 8 |
| 5 tháng 4  | Tự Do      | 3-1     | Huda Huế                          | -    | Đồng Nai Berjaya                  | 0-4     | Đồng Nai   | 16 tháng 8 |
| 5 tháng 4  | Quảng Ngãi | 0-0     | Thành Nghĩa-Thạch Bích-Quảng Ngãi | -    | Hancofood Cần Thơ                 | 0-3     | Cần Thơ    | 16 tháng 8 |
| 5 tháng 4  | Quân khu 7 | 1-1     | Quân khu 7                        | -    | SHS Tiền Giang                    | 0-2     | Tiền Giang | 16 tháng 8 |
| 5 tháng 4  | Cao Lãnh   | 2-2     | Cao su Đồng Tháp                  | -    | Than Quảng Ninh                   | 1-2     | Cẩm Phả    | 16 tháng 8 |
| 5 tháng 4  | Quân khu 5 | 1-4     | Quân khu 5                        | -    | T&T Hà Nội                        | 2-4     | Mỹ Đình    | 16 tháng 8 |
| 5 tháng 4  | An Giang   | 3-3     | An Đô-An Giang                    | -    | Quân khu 4 - Sara Group           | 1-3     | Quân khu 4 | 16 tháng 8 |
| 12 tháng 4 | Tự Do      | 0-0     | Huda Huế                          | -    | Giày Thành Công-Tây Ninh          | 1-2     | Tây Ninh   | 21 tháng 8 |
| 12 tháng 4 | Đồng Nai   | 1-1     | Đồng Nai Berjaya                  | -    | Xi măng Vinakansai Ninh Bình      | 0-2     | Ninh Bình  | 21 tháng 8 |
| 12 tháng 4 | Quảng Ngãi | 0-0     | Thành Nghĩa-Thạch Bích-Quảng Ngãi | -    | SHS Tiền Giang                    | 1-1     | Tiền Giang | 21 tháng 8 |
| 12 tháng 4 | Cần Thơ    | 5-2     | Hancofood Cần Thơ                 | -    | Quân khu 7                        | 3-1     | Quân khu 7 | 21 tháng 8 |
| 12 tháng 4 | Cao Lãnh   | 4-1     | Cao su Đồng Tháp                  | -    | Quân khu 5                        | 5-6     | Quân khu 5 | 21 tháng 8 |
| 12 tháng 4 | Cẩm Phả    | 2-0     | Than Quảng Ninh                   | -    | An Đô-An Giang                    | 1-0     | An Giang   | 21 tháng 8 |
| 12 tháng 4 | Quân khu 4 | 1-1     | Quân khu 4 - Sara Group           | -    | T&T Hà Nội                        | 1-1     | Mỹ Đình    | 21 tháng 8 |